# Pierre-Joseph Rey
Pierre-Joseph Rey (Mégevette, 22 aprile 1770 – Annecy, 31 gennaio 1842) è stato un vescovo cattolico italiano.

## Biografia
Nacque nel Chiablese, provincia dello stato sabaudo.
Fu prete diocesano e poi vicario generale a Chambery.
Eletto vescovo di Pinerolo, fu consacrato nella cattedrale di Chambéry il 1º agosto 1824 dall'arcivescovo François-Marie Bigex: introdusse in diocesi le suore di San Giuseppe di padre Médaille. Nel concistoro del 2 luglio 1832 fu trasferito alla sede di Annecy: vi istituì un nuovo ramo delle suore di San Giuseppe.
Nel 1834 fu insignito da Carlo Alberto di Savoia del gran-cordone dell'Ordine dei Santi Maurizio e Lazzaro.
Sostenne l'idea di Pierre-Marie Mermier di formare una compagnia di missionari con vita comune dedita alla predicazione nelle parrocchie della diocesi; ratificò anche il progetto di Mermier di una comunità di suore per il servizio alla gioventù femminile delle campagne. 
Morì ad Annecy e fu sepolto in cattedrale.

## Genealogia episcopale
La genealogia episcopale è:
- Cardinale Scipione Rebiba
- Cardinale Giulio Antonio Santori
- Cardinale Girolamo Bernerio, O.P.
- Arcivescovo Galeazzo Sanvitale
- Cardinale Ludovico Ludovisi
- Cardinale Luigi Caetani
- Cardinale Ulderico Carpegna
- Cardinale Paluzzo Paluzzi Altieri degli Albertoni
- Papa Benedetto XIII
- Papa Benedetto XIV
- Papa Clemente XIII
- Cardinale Marcantonio Colonna
- Cardinale Giacinto Sigismondo Gerdil, B.
- Cardinale Paolo Giuseppe Solaro
- Arcivescovo François-Marie Bigex
- Vescovo Pierre-Joseph Rey